# Lem (by)
 For alternative betydninger, se Lem. (Se også artikler, som begynder med Lem)
Lem er en stationsby i Vestjylland med 1.358 indbyggere  (2025), beliggende i Lem Sogn. Lem ligger nær Primærrute 28 mellem Ringkøbing og Skjern, med 5 kilometer til Ringkøbing Fjord. Byen hører til Ringkøbing-Skjern Kommune i Region Midtjylland.

## Historie
Indtil sidste halvdel af 1800-tallet var der kun en samling gårde der, hvor Lem Stationsby i dag ligger.
Det begyndte imidlertid at ændre sig fra 1875, hvor De Danske Statsbaner åbnede Den vestjyske længdebane og besluttede at opføre Lem Station.
Omkring århundredeskiftet blev Lem stationsby beskrevet således: "Lem Stationsby med Missionshus (opf. 1892), Haandværkerforeningshus (opf. 1897), Andelsmølle, Andelsmejeri, Jærnbane-, Telegraf- og Telefonst."
23 år senere - i 1898 - ankom den dengang cirka 22 årige, nyudlærte smed Hans Sørensen Hansen (1876-1953) til den lille stationsby. H.S. Hansen stammede fra Hesselho (syd for Grindsted) hvor faderen var smed. H.S. havde stået i smedelære hos faderen fra 1890, havde aftjent sin værnepligt i København og havde derefter bestået eksamen som beslagsmed, hvorefter han besluttede sig for at rejse ud og se sig om efter et godt sted at slå sig ned. Straks han nåede til Lem opdagede han, at de manglede en smed. Så han åbnede et lille smedeværksted i Kirkegade 4, hvorfra han begyndte at hjælpe de omkringliggende bønder med deres forskellige behov.
Det rygtedes hurtigt, at der var kommet en dygtig smed til byen, så han fik travlt og allerede i 1908 blev pladsen for trang i Kirkegade 4, hvorefter han byggede et - efter datidens forhold - stort nyt værksted ovre på den anden side ad gaden (Kirkegade 7), som stadig eksisterer og i dag er museumsværksted for Vestjysk Smedelaug.
Hans Sørensen Hansen – bedre kendt som ‘Smed Hansen’ – viste sig at være både en dygtig opfinder og en gudsbenådet læremester. Hans forretning voksede hurtigt og blev i de kommende år rugekasse for mange dygtige lærlinge fra lokalområdet. Flere af Smed Hansens lærlinge blev af smedemesteren opfordret til - og økonomisk hjulpet til - at starte deres egne virksomheder, efterhånden som de blev udlært.
I 1930 var erhvervsfordelingen for Lem stationsby med 391 indbyggere: 46 levede af landbrug, 149 af industri, 45 af handel, 55 af transport, 10 af immateriel virksomhed, 41 af husgerning, 43 var ude af erhverv og 2 uoplyst.

## Hvordan én virksomhed blev til 2, som blev til 4, som blev til rigtig mange...

### A/S Lem Pumpefabrik- som hurtigt bliver tilIPLogLANDIA
- i 1917 begynder Smed Hansen på sit værksted at fremstille hånddrevne vandpumper, så bønderne kan pumpe frisk vand op fra undergrunden. På et tidspunkt i slutningen af 20'erne overdrager han rettighederne til pumperne og andre dele af sin forretning til to af sine dygtige lærlinge, brødrene Aage og Christian Ølgaard, som sammen etablerer Lem Pumpefabrik, der efter få år opdeles i 2 separate virksomheder med hvert sit produktsortiment og under ledelse af hver sin bror:
  - den ældste bror Christian Ølgaard (1909-1991) viderefører fra 1933 pumpefabrikken under navnet Landia, som i dag har udviklet sig til en international, familieejet virksomhed med flere datterselskaber.
  - den yngste bror Aage Øllgaard viderefører fra 1933 en række andre produkter under navnet Industri Produkt Lem (i daglig tale: "IPL") , som i dag har udviklet sig til en international, familieejet virksomhed med flere datterselskaber.

### A/S Dansk Staalvindue Industri- som hurtig bliver tilVestasogHSH
- I 1929 begynder Smed Hansen på sit værksted at producere de første stålvinduer til det lokale mejeri, og opdager hurtigt, at der er et stort potentiale i dette produkt. Derfor etablerer han - sammen med sine 2 sønner Peder og Kristian, der begge i mellemtiden er blevet udlært på faderens værksted - Danmarks første vinduesfabrik – A/S Dansk Staalvindue Industri (i daglig tale "DSI"), som umidddelbart efter afslutningen af 2. verdenskrig i 1945 bliver opdelt, således at de 2 sønner får hver sin virksomhed og den gamle smed fortsætter som ulønnet, flittig hjælper i begge sønners værksteder frem til sin død i 1953:
  - den ældste søn Peder Hansen (1906-1992) etablerer i 1945 Vestjysk Staalteknik A/S, der hurtigt bliver forkortet til det mere mundrette navn Vestas, som i dag har udviklet sig til en international, børsnoteret virksomhed.
  - den yngste søn Kristian Hansen (1908-1969) viderefører fra 1949 den oprindelige vinduesfabrik under navnet H.S.Hansen Staalvinduefabrik, (i daglig tale "HSH") som i dag har udviklet sig til en international, familieejet virksomhed med flere datterselskaber.

### Alle de mange andre virksomheder i Lem Stationsby
Ovennævnte fire virksomheder - og rigtig mange af dem, der senere er knopskudt ud fra de fire første - har gennem de forløbne mange år udvist en særlig evne til at overleve, udvikle sig og skabe vækst langt uden for både bygrænsen og landets grænser.
Det har betydet, at der de sidste mange år har været - og stadig er - langt flere arbejdspladser i Lem Stationsby end der er indbyggere i byen.

## Galleri
- Bredgade
- Lem Station
- Smedenes Hus
- Vejrhane i Kirkegade